# Liste der Byggnadsminnen in Timrå (Gemeinde)
Diese Liste der Byggnadsminnen in Timrå (Gemeinde) zeigt die Baudenkmale (schwedisch Byggnadsminnen) der Gemeinde Timrå in der schwedischen Provinz Västernorrlands län mit den Ortschaften (schwedisch tätorter) Bergeforsen, Laggarberg, Söråker, Stavreviken und Timrå. Es werden die Byggnadsminnen aufgeführt, die auf dem nationalen Denkmalregister (schwedisch Bebyggelseregistret – BeBR) gelistet sind, welches weitere Informationen zu den registrierten Baudenkmälern enthält.

## Begriffserklärung
Byggnadsminnen (schwedisch für Baudenkmale) sind in Schweden eine Art von Kulturdenkmälern, deren Erhalt und Schutz im Gesetz über die kulturelle Umwelt geregelt sind. Dazu zählen kulturhistorisch wertvolle Gebäude, Ensembles und Anlagen, die gem. den Bestimmungen des kulturminneslag (Kulturdenkmalgesetz) geschützt sind. Der Begriff unterscheidet sich insofern von der Deutung eines Baudenkmals, als das auch Parks, Gärten und andere Anlagen mit kulturhistorischen Wert als Byggnadsminnen eingestuft werden können.

## Legende

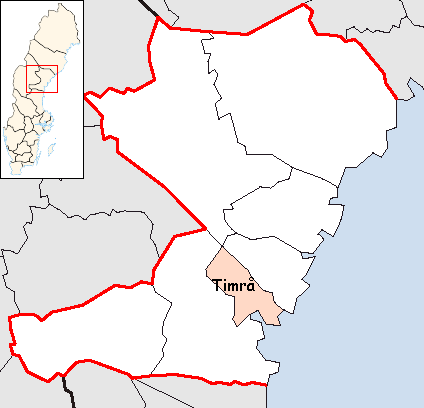
Lage der Gemeinde Timrå

| ID           | = | ID.Nr. des Denkmalregisters (BeBR) im „Swedish National Heritage Board“ (Riksantikvarieämbetet (RAÄ)) |
| Lage         | = | Adresse, Flurstück und Koordinatenangabe des Standorts                                                |
| Bezeichnung  | = | Bezeichnung/Name des Bauwerks/Denkmals/Objekts in Landessprache (schwedisch)                          |
| Beschreibung | = | deutscher Name (Funktion/Baujahr, wenn bekannt) sowie eine kurze Beschreibung des Objekts             |
| Bild         | = | Bild des Objekts sowie Verweis auf weitere Bilder                                                     |

## Gemeinde Timrå
| ID             | Lage                                           | Bezeichnung        | Beschreibung | Bild           |
| -------------- | ---------------------------------------------- | ------------------ | --- | -------------- |
| 21300000012889 | Skeppshamn 861 94 Söråker (Åkerö 3:19) (Karte) | Skeppshamns kapell | Kapelle Skeppshamn (Kapelle, 1768) Die Kapelle befindet sich auf einer östlichen Landzunge der Insel Åstön in der Sundsvall-Bucht (schwedisch Sundsvallsbukten) im Naturreservat Åstön und wurde früher von den Bewohnern des ehemaligen Fischereidorfes genutzt. Sie wurde 1768 auf der Anhöhe erbaut und erst 1788 vollständig eingerichtet, nachdem eine Kapelle in Storhamn auf der anderen Seite der Bucht nicht mehr genutzt werden konnte. Sie besteht aus einem Langhaus und einem Kirchenschiff in Holzbauweise sowie einem Wappen am Westgiebel und ist mit einer Vorhangfassade verkleidet. Die Glocke im Westgiebel ist mit dem Jahr 1788 bezeichnet. Heute wird die Kapelle in den Sommermonaten häufig für Taufen und Hochzeiten genutzt, und am letzten Tag des Jahres wird in der Kapelle von Skeppshamn traditionell das Neujahrsgebet abgehalten. Unweit nördlich der Kapelle befindet sich das Skeppshamn Fischereimuseum (skeppshamn.com), welches sich die Aufgabe gestellt hat die Geschichte der früheren Fischereikultur auf Åstön zu bewahren. Seit 1996 steht die Kapelle unter Denkmalschutz (lansstyrelsen.se) | Weitere Bilder |